# هنري نيكولاس غرينويل
هنري نيكولاس غرينويل هو سياسي أمريكي، ولد في 9 يناير 1826 في Lanchester, County Durham ‏ في المملكة المتحدة، وتوفي في 18 مايو 1891 في Kealakekua, Hawaii ‏ في الولايات المتحدة.